# L'Écho de la Jeune France
Pour les articles homonymes, voir Jeune France (homonymie).
L'Écho de la Jeune France, journal des progrès par le Christianisme, était une revue française légitimiste publiée sous la monarchie de Juillet.

## Histoire

### Fondation et centres d'intérêt
Fondée en 1833 et animée par le jeune journaliste Alfred Nettement, L'Écho de la Jeune France était une revue soutenue par des comités locaux légitimistes. Ses intérêts sont multiples: politique, religion, mais aussi littérature. Honoré de Balzac y publie ainsi en 1834 La Duchesse de Langeais, François-René de Chateaubriand Danger et inutilite de l'athéisme, Pierre-Simon Ballanche:De la formule générale de l'histoire de tous les peuples, Gobineau y est critique artistique. Parmi ses illustrateurs, on compte Alphonse-Léon Noël.
La revue est aussi liée au mouvement romantique. Le terme de « Jeunes-France » est d'ailleurs utilisé pour décrire des romantiques opposés au traditionalisme, tels que Pétrus Borel, Gérard de Nerval et Théophile Gautier. Le vicomte Joseph-Alexis Walsh (1785-1860), écrivain du camp légitimiste, en fut le directeur.

### Le soutien à «Henri V»
En effet, cette revue se démarque des autres publications légitimistes en affichant son soutien au duc de Bordeaux et non à Charles X. Celui-ci est ainsi vu comme le représentant d'une « vieille France » tandis que son petit-fils incarnerait un royalisme rénové. La revue diffuse aussi quantité d'objets célébrant le jeune prince, comme des gravures à son effigie. Elle s'adresse donc en particulier à la jeunesse légitimiste.
En parallèle à cette revue se crée la Société de la Jeune France qui vise à placer le duc de Bordeaux sur le trône.
L'Écho de la Jeune France apparaît donc comme le fer de lance de l'«henriquinquisme», qui s'exprime bruyamment pour les treize ans du prince le 29 septembre 1833, lorsque des dizaines de « Jeunes France » se rendent à Prague pour y acclamer « Henri V », à la grande fureur de Charles X et de son entourage.

### Succès puis disparition
Par sa « modernité », dans une période où le légitimisme se remet difficilement de la Révolution de 1830 et de l'escapade désastreuse de la duchesse de Berry en Vendée, la revue séduit bon nombre de légitimistes et compte 8 000 abonnés dès 1834, 10 000 par la suite.
La publication reste cependant éphémère et la revue disparait dès 1837.

## Sources
- Stéphane Rials, Le légitimisme, Paris, PUF, coll. « Que sais-je ? », 1983
- Michaël Tilby, « « La Duchesse de Langeais » en livraisons : Balzac et « L'Écho de la Jeune France » », L'Année balzacienne, vol. 2008/1 (n° 9),‎ 2008, p. 259-282 (DOI 10.3917/balz.009.0259, lire en ligne, consulté le 12 décembre 2018)
- Paul Bénichou, « Jeune-France et Bousingots : essai de mise au point », Revue d'histoire littéraire de la France, vol. 71, no 3,‎ 1971, p. 439–462 (lire en ligne)